# Andrew Lock
Andrew Lock (* 26. prosince 1961) je australský horolezec. V říjnu 2009 se stal 21. člověkem a prvním Australanem, který dosáhl vrcholů všech osmitisícovek. Celkem na 14 osmitisícových vrcholech uskutečnil 18 úspěšných výstupů. Podařilo se mu dvakrát vylézt na Čo Oju, Mount Everest a také na oba vrcholy Šiša Pangmy.
Lock leze převážně s malým týmem, bez šerpů. Umělý kyslík použil jen na Mount Everestu. Na pěti osmitisícovkách stanul jako první Australan a na tři z nich vylezl sólově. Jeho první vrchol nad 8000 metrů byla v roce 1993 slavná K2, druhá nejvyšší hora světa. Na K2 ztratil dva své lezecké partnery, ale on sám přežil a dokázal zachránit i švédského horolezce. V roce 2004 působil v televizním programu Discovery Channel. Pro tuto stanici natočil šest krátkých dokumentárních epizod z Mount Everestu. Při výstupu na Mount Everest zachránil 3 horolezce z cizích týmů a použil při tom svoje vlastní kyslíkové láhve. V roce 2009 po dokončení svého projektu na dobytí všech osmitisícovek byl oceněn medailí pro australského dobrodruha roku.

## Úspěšné výstupy na osmitisícovky
- 1993 K2 (8611 m n. m.) – 1. australský výstup z Pákistánu
- 1997 Dhaulágirí (8167 m n. m.) – 1. australský výstup
- 1997 Broad Peak (8047 m n. m.) – sólo výstup
- 1998 Nanga Parbat (8125 m n. m.) – 1. australský výstup
- 1999 Gašerbrum I (8068 m n. m.) – 1. australský výstup
- 1999 Gašerbrum II (8035 m n. m.) – výstup alpským stylem
- 2000 Mount Everest (8849 m n. m.) – 1. australský vedoucí komerční expedice na Mount Everestu
- 2002 Manáslu (8163 m n. m.) – 1. australský výstup
- 2002 Lhoce (8516 m n. m.) – sólo výstup
- 2003 prostřední vrchol Šiša Pangmy (8008 m n. m.) – solo výstup
- 2004 Mount Everest (8849 m n. m.)
- 2004 Čo Oju (8201 m n. m.) – sólo výstup
- 2005 Čo Oju (8201 m n. m.)
- 2005 prostřední vrchol Šiša Pangmy (8008 m n. m.)
- 2006 Kančendženga (8586 m n. m.) – 2. australský výstup
- 2007 Annapurna (8091 m n. m.)
- 2008 Makalu (8465 m n. m.)
- 2009 Šiša Pangma (8013 m n. m.)